# طهر (مدينة)
طَهَرَ او ظهر هي بلدة تابعة لمحافظة سناج شمال الصومال، وهي عاصمة مقاطعة طهر كما أنها عاصمة محافظة هيلان التابعة لولاية بونتلاند التي تخضع لها البلدة إداريا، فيما تطالب إدارة صوماليلاند بالبلدة وبمحافظة سناج بشكل عام على حدود الصومال البريطاني.

## معرض صور

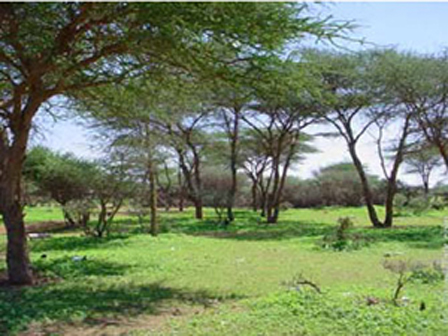
ريف بلدة طهر
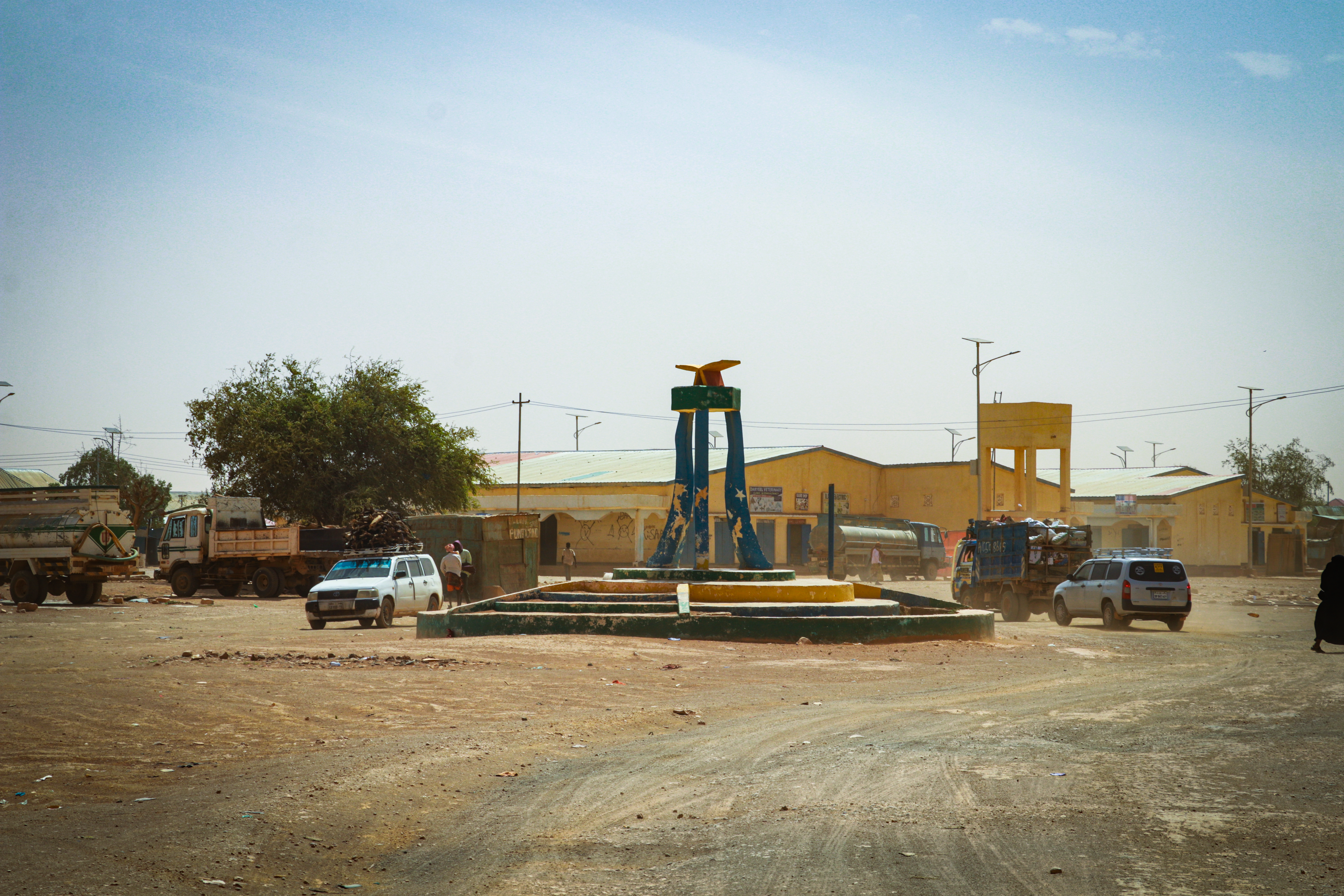
ساحة بلدة طهر
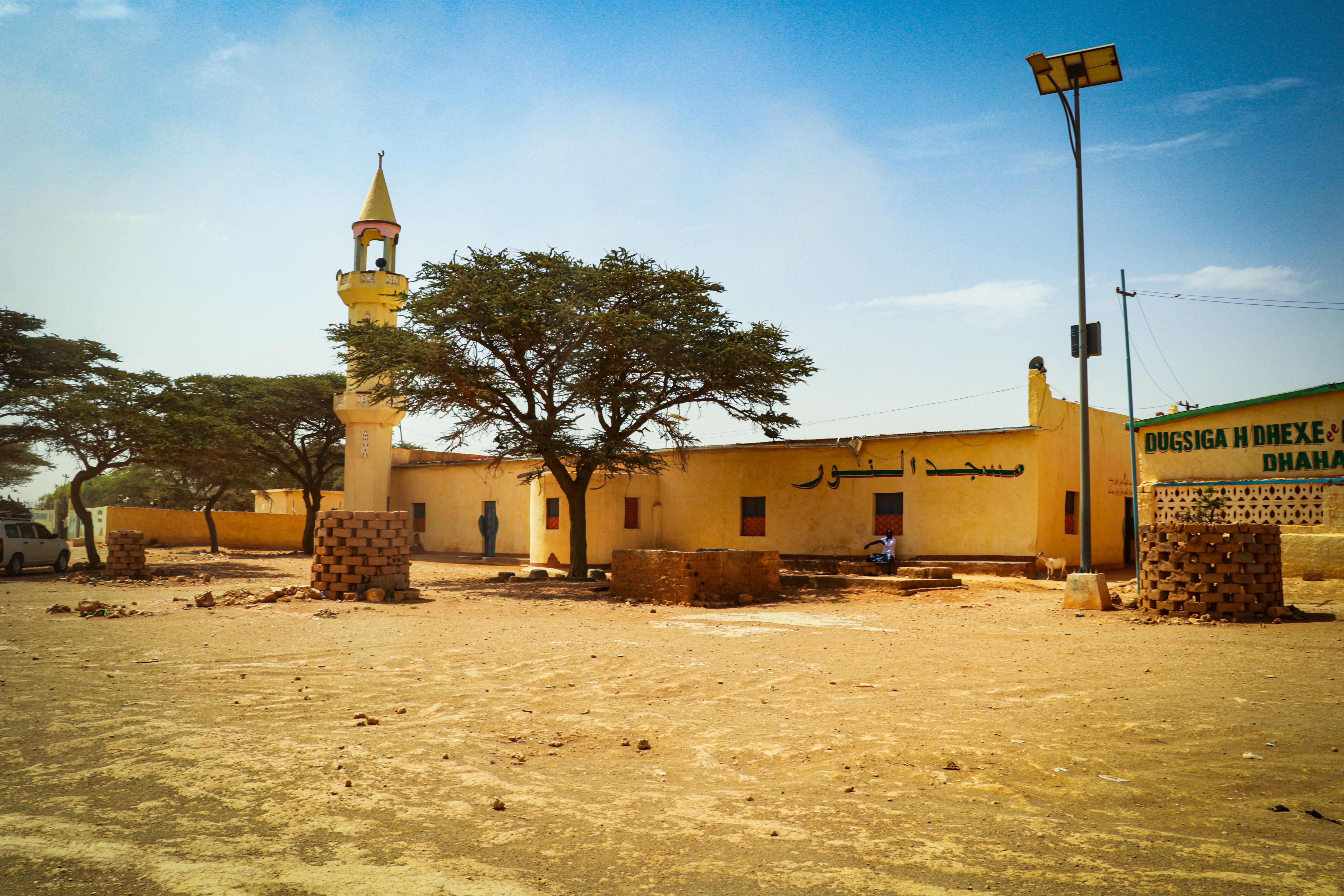
أحد مساجد بلدة طهر
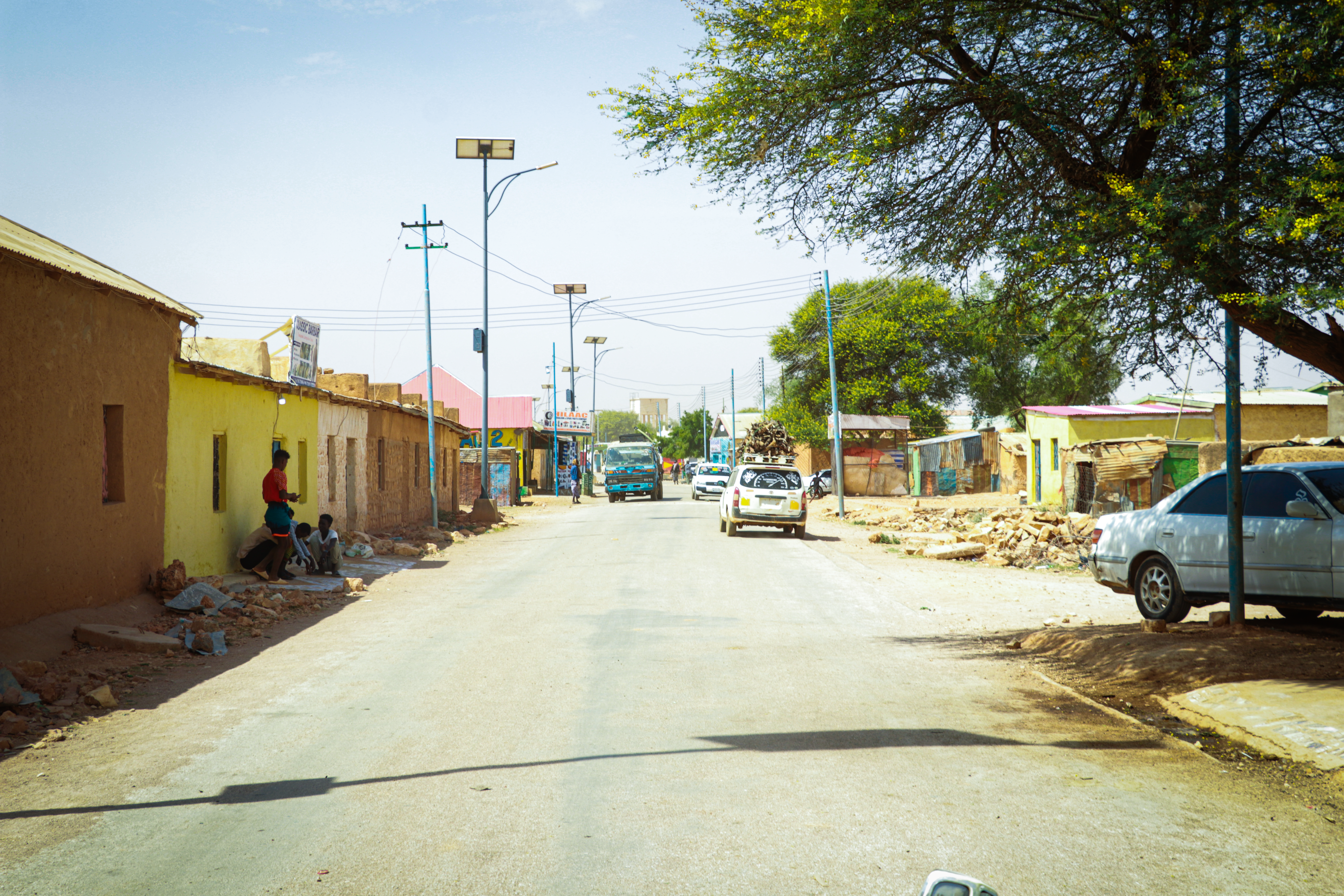
وسط البلدة